# Raphionacme sylvicola
Raphionacme sylvicola är en oleanderväxtart som beskrevs av H.J.T. Venter och R.L. Verhoeven. Raphionacme sylvicola ingår i släktet Raphionacme och familjen oleanderväxter. Inga underarter finns listade i Catalogue of Life.